# Tigarea
Tigarea é um género botânico pertencente à família Dilleniaceae.
1. ↑  «Tigarea — World Flora Online». www.worldfloraonline.org. Consultado em 19 de agosto de 2020